# Messier 108
Messier 108 (M108 ili NGC 3556) je prečkasta spiralna galaktika u zviježđu Velikom medvjedu. Galaksiju je otkrio Pierre Méchain 1781. godine, nekoliko dana nakon M97 i mjesec dana prije M109. Oba objekta je promatrao i Charles Messier kada je određivao položaj M97 ali navodno nije našao priliku da odredi položaj tih objekata. Messier je M108 zapisao kao 98. objekt kataloga u probnoj verziji kataloga. Messier je kasnije navodno odredio točan položaj tih objekata i rukom ih dodao u svoj primjerak kataloga. Objekt je konačno u Messierov katalog dodao Owen Gingerich 1953. godine.

## Svojstva
M108 nalazi se na udaljenosti od 46 milijuna svjetlosnih godina. Njen promjer je oko 115.000 ly i oko 15% je veća od naše galaksije. Ukupni sjaj M108 ravan je ukupnom sjaju naše Mliječne staze.
Galaksija nam je okrenuta bridom pa je vidljiv disk prašine i plina. Zanimljivo je da galaktika nema nikakvo središnje ispupčenje niti jezgru. Sve što je vidljivo je disk prošaran plinom i prašinom s par regija H II i mladih otvorenih skupova. 
SN1969B je dosad jedina supernova zabilježena u toj galaksiji. Dosegla je maksimalan sjaj od magnitude + 13,9 23. siječnja 1969. godine.

## Amaterska promatranja
U 200 mm teleskopu M108 je tamna galaksija, vidljiva samo skrenutim pogledom. Duga je oko 3' i široka oko 1'. U blizini jezgre nazire se slabašna zvijezda (koja pripada našoj galaksiji).

## Vanjske poveznice
Skica M108
- (eng.) SEDS: NGC 3556
- (eng.) Revidirani Novi opći katalog
- (eng.) Izvangalaktička baza podataka NASA-e i IPAC-a
- (eng.) Astronomska baza podataka SIMBAD
- (eng.) VizieR